# Abbas Djoussouf
Abbas Djoussouf (* 1942; † 13. Juni 2010) war ein komorischer Politiker. Vom 22. November 1998 bis zum 30. April 1999 bekleidete er das Amt des Premierministers. Präsident Tadjidine Ben Said Massounde berief den ehemaligen Oppositionsführer in dieses Amt, um die sezessionistischen Bewegungen zu beruhigen. Djoussouf verlor sein Amt durch den Staatsstreich von Oberst Azali Assoumani am 30. April 1999.